# Botnički zaljev
Botnički zaljev (finski: Pohjanlahti; švedski: Bottniska vikenje) je sjeverni dio Baltičkog mora. Nalazi se između Finske na istoku, Švedske na zapadu te Ålandskih otoka na jugu.
Zaljev je dug 725 km, a širok od 80 km do 240 km i ima površinu od 117.000 km². Najveća dubina mu je 295 m a prosječna 60 m. Najveći gradovi koji se nalaze na njegovim obalama su: Oulu, Luleå, Umeå, Härnösand, Sundsvall, Gävle, Pori i Vaasa.

Najveće rijeke koje se uljevaju u Botnički zaljev su: 
- Kalajoki
- Kemijoki
- Kiiminkijoki
- Kokemäenjoki
- Oulujoki
- Dalälven
- Ljusnan
- Ljungan
- Indalsälven
- Ångermanälven
- Ume
- Skellefteälven
- Pite
- Luleälven
- Kalixälven
- Torne

## Vanjske poveznice
|  | Zajednički poslužitelj ima još gradiva o temi Botnički zaljev |